# Propileu

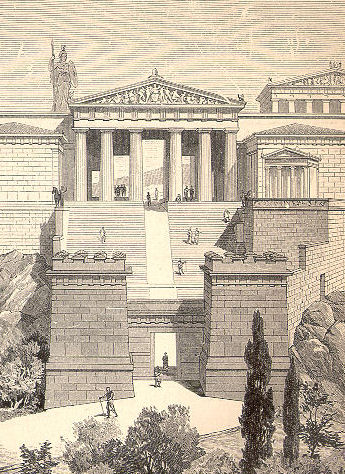
Gravat del amb la recreació de com devien ser en el seu moment els Propileus de l'Acròpoli d'Atenes

El propileu (del grec Προπύλαιον, propýlaion, 'davant la porta') era, a l'antiga Grècia, un vestíbul davant l'entrada a un temple, palau, àgora o ciutat. En el cas d'un santuari o recinte sagrat consistia en un camí flanquejat per edificis, d'estructura molt més complexa i monumental, normalment dotat d'una façana amb columnes, i llavors s'hi referien amb el plural Προπύλαια (propýlaia), que a través del llatí propylaea ha donat també en català el plural propileus, forma molt més usada habitualment.

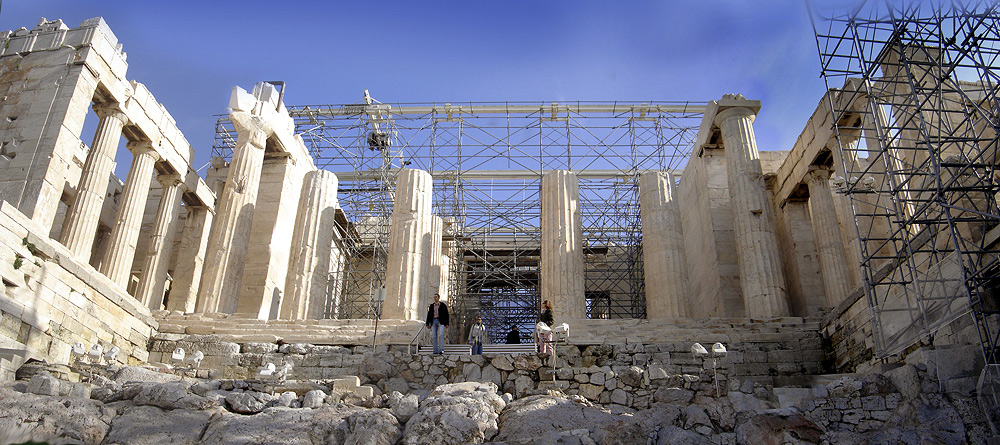
Els Propileus atenencs en l'actualitat

Per als grecs, doncs, els Propileus eren pròpiament les entrades monumentals com les existents a Eleusis, Corint, Epidaure o Atenes, i principalment es refereixen a l'entrada a l'Acròpoli d'Atenes.
La construcció dels Propileus atenencs va ocupar cinc anys (del 437 aC al 432 aC) i va costar 2.000 talents. Fou obra de l'arquitecte Mnèsicles i incloïa pintures de Polignot i probablement de Protògenes. A la dreta hi havia el temple de Nike Àptera i, tancant l'entrada, l'estàtua d'Hermes; els Propileus estaven adornats amb moltes altres estàtues. Un camí que anava entre l'àgora i els propileus que era l'única entrada a l'acròpoli. És considerat un dels més perfectes treballs artístics grecs.
De vegades també s'usa la paraula per referir-se a les entrades monumentals dels temples egipcis.